# Wiesław Michnikowski
Wiesław Michnikowski (Varsó, 1922. június 3. – Varsó, 2017. szeptember 29.) lengyel színész.

## Filmjei

### Mozifilmek
- Első start (Pierwszy start) (1951)
- A reménység órái (Godziny nadziei) (1955)
- Varsói szirén (Warszawska syrena) (1956)
- Szpital (1962, rövidfilm)
- Mój stary (1962)
- Gengszterek és filantrópok (Gangsterzy i filantropi) (1963)
- A lányrabló (Żona dla Australijczyka) (1964)
- Upał (1964)
- Wojna domowa (1965, tv-sorozat, egy epizódban)
- Három lépés a földön (Trzy kroki po ziemi) (1965)
- Piekło i niebo (1966)
- Érdekházasság (Malzenstwo z rozsadku) (1967)
- Big Beat (1967)
- Lekcja anatomii (1968, rövidfilm)
- Pozarowisko (1969, rövidfilm)
- Szkice warszawskie (1970)
- Pan Dodek (1971)
- Harkály (Dzięcioł) (1971)
- 150 na godzine (1972)
- Niebieskie jak Morze Czarne (1973)
- Lolka és Bolka a Föld körül (Wielka podróż Bolka i Lolka) (1977, hang)
- Halló, Kecskeszakáll! (Hallo Szpicbródka, czyli ostatni występ króla kasiarzy) (1978)
- Kérek egy elefántot (Proszę słonia) (1979, hang)
- Frissen lopott milliók (Wielka majówka) (1981)
- Glosy (1982)
- Akademia pana Kleksa (1984)
- Szexmisszió (Seksmisja) (1984)
- A nyugodt nap éve (Rok spokojnego slonca) (1984)
- Podróże pana Kleksa (1986)
- Porwanie w Tiutiurlistanie (1986, hang)
- Skutki noszenia kapelusza w maju (1995)

### Tv-filmek
- Otello z M-2 (1968)
- Hydrozagadka (1971)
- System (1972, tv-rövidfilm)
- Klara i Angelika (1977)
- Jan Serce (1982)
- Rififi po sześćdziesiątce (1989)
- Zespól adwokacki (1994)
- Pokój 107 (1997)

### Tv-sorozatok
- Prosze slonia (1968)
- Dziwne przygody Koziolka Matolka (1969)
- A négy páncélos és a kutya (Czterej pancerni i pies) (1969–1970, öt epizódban)
- Dixie (1981, hang)
- 5 dni z życia emeryta (1985)
- W labiryncie (1991, egy epizódban)
- Teatr telewizji (1999, egy epizódban)
- Na dobre i na zle (2001, 2007, két epizódban)